# منتخب ليسوتو للكريكت
منتخب ليسوتو للكريكت (بالإنجليزية: Lesotho national cricket team)‏ هو ممثل ليسوتو الرسمي في المنافسات الدولية في الكريكت .